# Фудбалски савез Бангладеша
Фудбалски савез Бангладеша (бенг. বাংলাদেশ ফুটবল ফেডারেশন, Bānglādesh fūṭbôl fēḍārēshôn}}) је управно тело које управља спортом, фудбалом у Бангладешу. Савез је одговоран за вођење мушке и женске репрезентације, као и „Премијер лиге Бангладеша” и разним другим такмичењима и турнирима у Бангладешу. БФФ је био један од оснивача Јужноазијске фудбалске федерациј. Седиште је у згради БФФ Бхабан, у предграђу Мотијхел Тана главног града земље, Даки.

## Историја
Фудбалски савез Бангладеша основао је 15. јула 1972. године Јусуф Али, бивши министар за образовање, културу и спорт Бангладеша, генерални секретар под Алијем је био Абул Хашем из клуба Вари.
Савез се повезао са Азијском фудбалском конфедерацијом (АФК) 1973. године и са ФИФА-ом 1976. године. Овај савез је такође један од оснивача Јужноазијске фудбалске федерације. Бангладеш је изабран да буде део Извршног комитета АФК-а на два четворогодишња мандата: 1982–1986. и 1998–2002. Хафизудин Ахмед је изабран за потпредседника АФКа на мандат од 1990. до 1994. године.
Након што је Бангладеш стекао независност почетком 1970-их, БФФ је преузео одговорност за Лигу у Даки, која је почела 1948. године. Лига је настављена у сезони 1973, али је од тада замењена Премијер лигом Бангладеша (основана 2007. као Б. Лига) и Лигом шампионата Бангладеша (2012), а сада постоји само као регионална лига на трећем нивоу пирамиде националне фудбалске лиге.
Године 1980, Савез је започео Куп федерације, који је прерастао у највеће национално куп такмичење у земљи.
Године 2009. покренуо је Суперкуп турнир који је одржан 2009, 2011. и 2013. Године 2013. новчана награда за победу на такмичењу износила је 10 милиона Тк. У инаугурационом такмичењу, Мохамедан СК је победио највећег ривала Абахани Лимитед Дака.